# Risto Orko

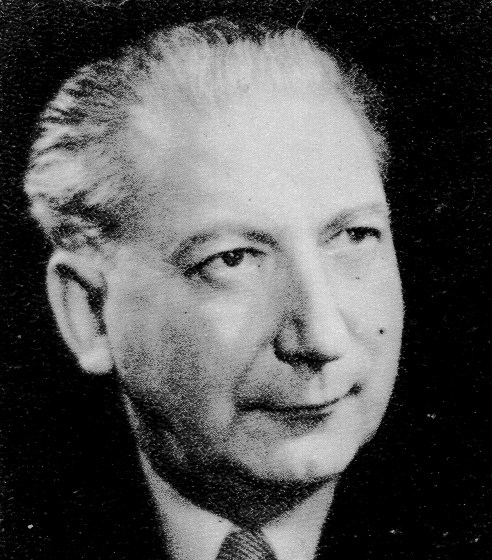
Risto Orko.

Risto Eliel William Orko (Nylund fram till 1933) född 15 september 1899 i Raumo, död 29 september 2001 i Helsingfors, var en finländsk filmregissör och chef för Suomi-Filmi. Han var gift med Liisa Orko.

## Biografi
Orko, som var son till en sjökapten, tog studenten 1920 och började studera juridik vid Helsingfors universitet. Mellan studierna verkade han som ledare för teatern i Raumo åren 1924–1925. Han verkade därefter som bassångare i Ylioppilaskunnan Laulajat. Han verkade också under en tid som redaktionschef och chefredaktör för tidningen Viikkosanomat. 1933 övergick han helt till filmbranschen och verkade inom Suomi-Filmi.
Mitt under pågående filmarbete avgick Erkki Karu som produktionschef och huvudregissör för Suomi-Filmi, poster som övertogs av Orko. 1936 var Orko en av de tre största aktieägarna i Suomi-Filmi tillsammans med verkställande direktören Matti Schreck och teaterchefen Nils Dahlström. År 1940 lämnade Dahlström Suomi-Filmi och Schreck gjorde detsamma fem år senare. Detta ledde till att Orko blev bolagets nya verkställande direktör. 1974 sålde de sista aktieägarna sina andelar i bolaget, som på så vis blev ett familjeföretag, vars aktier delades ut mellan Orko och dennes fem barn. 1976 lämnade Orko sin post som VD och blev bolagsstyrelsens ständige ordförande.